# Roberta Pellini
Roberta Pellini (Roma, 25 novembre 1960) è una doppiatrice e direttrice del doppiaggio italiana.

## Biografia
Durante la sua carriera ha dato la voce a molte attrici, tra le quali Connie Britton, Charlize Theron, Cate Blanchett, Diane Lane, Julianne Moore, Nicole Kidman, Diane Keaton, Angelina Jolie, Elizabeth McGovern, Catherine Zeta-Jones, Sophie Marceau, Sandra Bullock, Jessica Alba, Pernilla August, Julia Roberts, Uma Thurman e Allison Janney. Dal 2023 diventa la nuova doppiatrice del personaggio di Taylor Hamilton nella soap opera Beautiful, interpretata da Krista Allen.
Si è aggiudicata diversi importanti riconoscimenti come doppiatrice: nel 2008 ha vinto il Gran Premio del Doppiaggio come miglior doppiatrice. Nel 2013 ha vinto il Leggio d'oro per la migliore voce femminile per il doppiaggio di Catherine Zeta-Jones in Broken City. Infine nel 2015 ha vinto il premio Voci nell'ombra per la miglior voce femminile.
Sua figlia Giorgia Brunori è anch'ella una doppiatrice.

## Doppiaggio

### Film
- Charlize Theron in Monster, Tu chiamami Peter, Gioco di donna, North Country - Storia di Josey, Nella valle di Elah, The Burning Plain - Il confine della solitudine, Young Adult, Biancaneve e il cacciatore, Prometheus, Il cacciatore e la regina di ghiaccio, Dark Places - Nei luoghi oscuri, Fast & Furious 8, Il tuo ultimo sguardo, Bombshell - La voce dello scandalo, Fast & Furious 9 - The Fast Saga, Doctor Strange nel Multiverso della Follia, Fast X
- Diane Lane in L'amore infedele - Unfaithful, Come un uragano, L'uomo d'acciaio, Batman v Superman: Dawn of Justice, L'ultima parola - La vera storia di Dalton Trumbo, Justice League, The Silent Man, Zack Snyder's Justice League
- Cate Blanchett in Elizabeth, Un marito ideale, The Gift, Bandits, Elizabeth: The Golden Age, Il curioso caso di Benjamin Button, Robin Hood, Thor: Ragnarok, La fiera delle illusioni - Nightmare Alley
- Catherine Keener in Into the Wild - Nelle terre selvagge, Synecdoche, New York, Peace, Love & Misunderstanding, Captain Phillips - Attacco in mare aperto, The Adam Project
- Julianne Moore in Savage Grace, Still Alice, Don Jon, Freeheld - Amore, giustizia, uguaglianza, Suburbicon, Gloria Bell, La donna alla finestra
- Ali Larter in Il mistero della casa sulla collina, Resident Evil: Extinction, Resident Evil: Afterlife, Resident Evil: The Final Chapter
- Nicole Kidman in Moulin Rouge!, Vita da strega, Australia
- Olivia Williams in Lucky Break, Peter Pan
- Sienna Guillory in Resident Evil: Apocalypse
- Jenna Stern in The Red Right Hand
- Catherine Bell in Una settimana da Dio
- Laura Kightlinger in Shaggy Dog - Papà che abbaia... non morde
- Kelly Preston in Jack Frost, Una ragazza e il suo sogno
- Julia Ormond in Il senso di Smilla per la neve, Che - L'argentino, Marilyn
- Sophie Marceau in Discesa all'inferno, Belfagor - Il fantasma del Louvre, Carissima me
- Jessica Alba in I Fantastici 4, I Fantastici 4 e Silver Surfer, Trappola in fondo al mare
- Rachel Griffiths in Step Up, Six feet under, Tutti tranne te
- Jennifer Tilly in Do Not Disturb - Non disturbare, La casa dei fantasmi
- Melora Hardin in 27 volte in bianco, Hannah Montana: The Movie
- Allison Janney in Spy, La ragazza del treno
- Bonnie Hunt in Una scatenata dozzina, Il ritorno della scatenata dozzina
- Michelle Monaghan in Mission: Impossible III, Mission: Impossible - Fallout
- Pernilla August in Star Wars - Episodio I - La minaccia fantasma, Star Wars - Episodio II - L'attacco dei cloni
- Angelina Jolie in Identità violate, By the Sea
- Diane Keaton in Il padrino, Il padrino - Parte II (ridoppiaggio)
- Sayoko Amano in Tokyo Decadence
- Kimberly Elise in Set It Off - Farsi notare
- Nicole de Boer in Cube - Il cubo
- Laetitia Casta in Asterix e Obelix contro Cesare
- Kate Winslet in Enigma
- Pamela Gidley in Il mio amico vampiro
- Tamara Davies in Distruggete Los Angeles!
- Jacinda Barrett in Poseidon
- Lorraine Pilkington in Bersaglio del crimine - Non ti resta che scappare
- Gina Bellman in Paranoid
- Martina Gedeck in La banda Baader Meinhof
- Julia Roberts in Duplicity
- Archie Panjabi in Traitor - Sospetto tradimento
- Jada Pinkett Smith in Collateral
- Julia Stiles in Omen - Il presagio
- Michelle Yeoh in Babylon A.D.
- Natascha McElhone in Moonacre - I segreti dell'ultima luna
- Mary Kay Place in Ember - Il mistero della città di luce
- Carmen Electra in 3ciento - Chi l'ha duro... la vince
- Laura Linney in Breach - L'infiltrato
- Sandra Bullock in Amare per sempre
- Elizabeth Mitchell in Frequency - Il futuro è in ascolto
- Natasha Henstridge in Sex List - Omicidio a tre
- Maura Tierney in Insomnia
- Lisa Kudrow in L'amore e altri luoghi impossibili
- Catherine Zeta-Jones in Broken City, Red 2
- Nastassja Kinski in In fuga per la libertà
- Kathleen Kinmont in Halloween 4 - Il ritorno di Michael Myers
- Brooke Smith in Fair Game - Caccia alla spia
- Elizabeth McGovern in C'era una volta in America (ed.2003)
- Joely Richardson in Red Lights
- Jeannie Berlin in Margaret
- Saffron Burrows in Troy
- Paige O'Hara in Come d'incanto
- Paula Trickey in Ossessione pericolosa
- Julie White in Lincoln
- Deborah Kara Unger in Thirteen - 13 anni
- Emma Thompson in Oggi è già domani
- Tamlyn Tomita in Tekken
- Diane Kruger in The Host
- Lena Olin in L'ipnotista
- Danielle Bisutti in La maledizione di Chucky
- Connie Nielsen in 3 Days to Kill
- Carrie Preston in Ruth & Alex - L'amore cerca casa
- Michelle Forbes in Hunger Games - Il canto della rivolta - Parte 2
- Anke Engelke in Ghosthunters - Gli acchiappafantasmi
- Janine Turner in Premonitions
- Agata Kulesza in Agnus Dei
- Anna Gunn in Sully
- Paz Vega in Tutte le strade portano a Roma
- Sarah Chalke in Mama's Boy
- Amanda Warren in End of Justice - Nessuno è innocente
- Welker White in The Irishman
- Wendi McLendon-Covey in Sylvie's Love
- Michèle Laroque in Belle & Sebastien - Next Generation
- Gina McKee in Taj Mahal
- Carrie-Anne Moss in Un segreto tra di noi
- Marilyne Canto in Beautiful Minds
- Janet McTeer in The Menu
- Lisa Howard in Appuntamento fatale
- Anne Loiret in Un colpo di fortuna - Coup de chance
- Joanna Trzepiecinska in Caccia all'eredità
- Dagmara Domińczyk in Miller's Girl
- Sarah Solemani in Bridget Jones - Un amore di ragazzo
- Kate del Castillo in La mia più grande fan
- Ewa Kaim in Death Before the Wedding

### Film d'animazione
- Daphne in Winx Club - Il segreto del regno perduto, Winx Club 3D - Magica avventura
- Dolly in Toy Story 3 - La grande fuga e Toy Story 4
- Sayako Kuroki in Maison Ikkoku Last Movie
- Andrea Beaumont in Batman - La maschera del Fantasma
- Stella ne Il magico sogno di Annabelle
- Coral in Alla ricerca di Nemo
- Sophie in Il castello errante di Howl
- Karabà in Kirikù e gli animali selvaggi
- Franny ne I Robinson - Una famiglia spaziale
- Yasuko Kusakabe ne Il mio vicino Totoro
- Madame Gina in Porco Rosso
- Vera in Le avventure di Sammy
- Vetvix in Garfield - Il supergatto
- Kokiri in Kiki - Consegne a domicilio (ed. 2013)
- Sue in Dino e la macchina del tempo
- Zia Emma ne Il magico mondo di Oz
- Hazel in Ooops! Ho perso l'arca...
- Elisabetta II in Minions
- Tristezza Mamma in Inside Out
- madre di Taeko in Pioggia di ricordi
- Barone Ashura (donna) in Mazinga Z Infinity
- Yaghavi in Kochadaiyaan
- Cynthia Craymov in Lupin III - 1$ Money Wars
- Margaux Needler ne La famiglia Addams
- madre di Marie ne Lo schiaccianoci e il flauto magico
- Direttrice in Nimona
- Chaos in Pretty Guardian Sailor Moon Cosmos - Il film

### Serie televisive
- Jenna Stern in Law & Order - Unità vittime speciali, Person of Interest e The Endgame - La regina delle rapine
- Julianna Margulies in E.R. - Medici in prima linea, Canterbury's Law, The Good Wife, Dietland, The Morning Show
- Rachel Griffiths in Six Feet Under, Brothers & Sisters - Segreti di famiglia
- Vanessa L. Williams in Desperate Housewives, 666 Park Avenue
- Lisa Edelstein in Dr. House - Medical Division
- Itziar Ituño in La casa di carta, Berlino
- Connie Britton in Nashville, 9-1-1
- Elisabeth Röhm in Law & Order - I due volti della giustizia, Stalker
- Cynthia Geary in Un medico tra gli orsi
- Strega Perfidia, Rosetta e Lanabel in Le storie di Farland
- Emily Deschanel in Bones
- Zerrin Tekindor in La ragazza e l'ufficiale
- Elizabeth Hurley in The Royals
- Allison Janney in Mom
- Brenda Chenowith in Six Feet Under
- Finola Hughes in Streghe
- Marin Hinkle in Due uomini e mezzo
- Joanna P. Adler in Devious Maids - Panni sporchi a Beverly Hills
- Teri Hatcher in MacGyver
- Hülya Avşar in Innocence
- Terry Farrell in Star Trek: Deep Space Nine
- Katharina Schubert e Sabine Kaack in Il nostro amico Kalle[2]
- Nicola Correia-Damude in Shadowhunters
- Stevie Nicks in American Horror Story
- Karoline Eichhorn in Dark
- Noelle Beck in Quando si ama
- Krista Allen in Beautiful
- Stephanie March in Shelter
- Hettienne Park in The Last of Us

### Cartoni animati
- Regina Dagmar in Disincanto
- Anne Maria in A tutto reality - La vendetta dell'isola
- Evy Carnahan O'Connell in La mummia
- Scarlet Witch (1ª stagione) e Julia Carpenter/Donna Ragnoin (2ª stagione) in Iron Man
- Sue Storm Richards/Donna invisibile in I Fantastici Quattro
- Mamma in I Vampiriani - Vampiri vegetariani
- Vega in L'invincibile Dendoh
- Fumiko in Abenobashi - Il quartiere commerciale di magia
- Kamimura in Terrestrial Defense Corp. Dai-Guard
- Strega Lezah in The Looney Tunes Show
- Carol Kohl in Carol e la fine del mondo

### Videogiochi
- Neera in Dinosauri[3]
- Madame Leota in Disneyland Adventures[4]